# Periodo proto-elamico

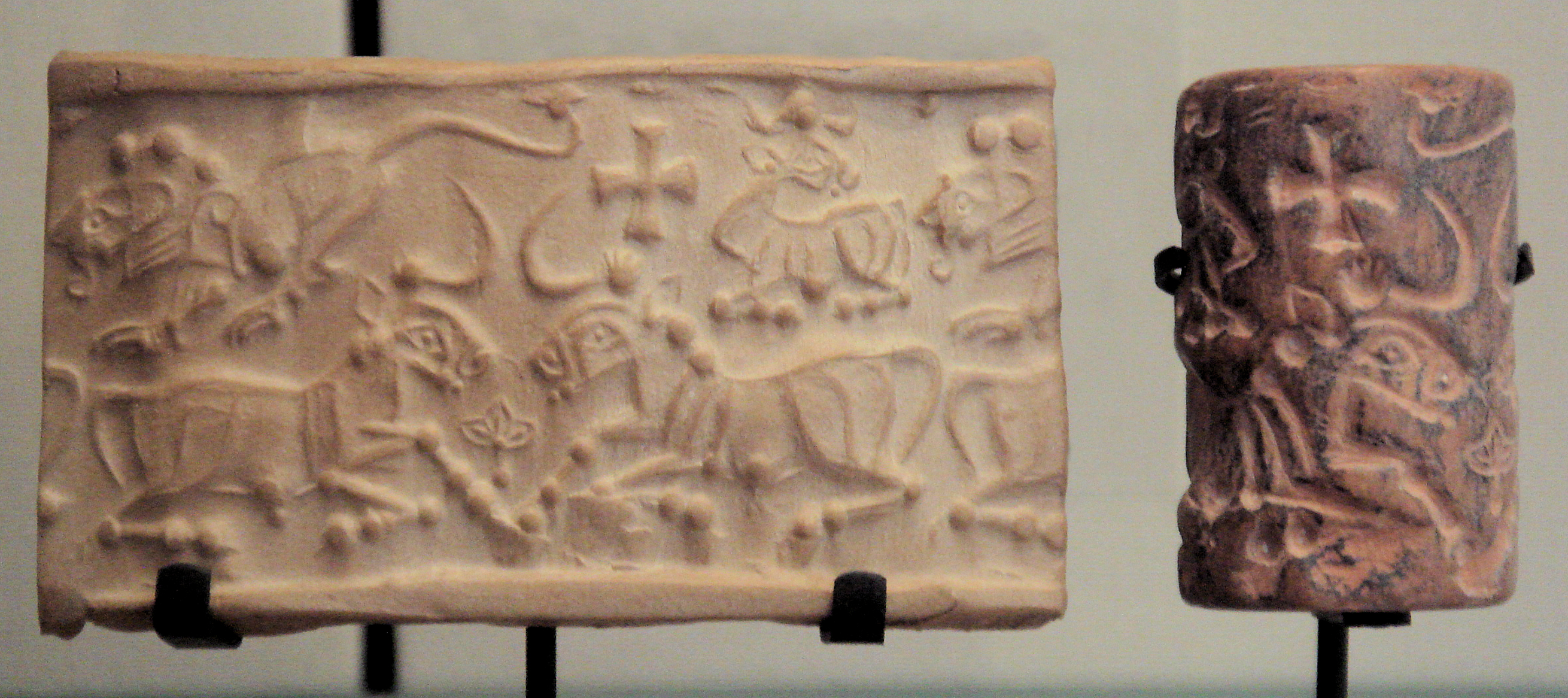
Sigillo cilindrico proto-elamico con tori e leone, 3100-2900 a.C., museo del Louvre, matricola Sb 6166.

Il Periodo proto-elamico, noto anche come Susa III, è una fase storica dell'Elam che va dal 3100/3050 al 2900 o, al più tardi, 2700 a.C. In termini archeologici, corrisponde al tardo periodo Banesh ed è riconosciuto come quello della più antica civiltà in Iran. Il centro geografico della cultura proto-elamita è situato attorno al sito di Tell-i Malyan (in Iran), l'antica Anshan.
La civiltà proto-elamita ha prodotto una cultura originale, che ha ripreso le avanzate delle precedenti culture dell'altopiano iranico, aggiungendovi influenze mesopotamiche. In particolare, sviluppò un sistema di scrittura che non è stata ancora decifrata, la scrittura proto-elamita in uso prima della scrittura cuneiforme elamico.

## Panoramica
Durante il periodo 8000-3700 a.C., la Mezzaluna Fertile vide la diffusione di piccoli insediamenti sostenuti dalla disponibilità di prodotti agricoli superiore al fabbisogno familiare. Pertanto emersero gettoni geometrici (i cosiddetti calculi o "contrassegni") per gestire e pianificare la commercializzazione di questa disponibilità di prodotto. I primi calculi ora noti sono quelli di due siti nella regione iraniana di Zagros: Tepe Asiab e Ganj-i-Dareh Tepe.
La civiltà mesopotamica emerse durante il periodo tra il 3700 e il 2900 a.C., nello sviluppo di innovazioni tecnologiche come l'aratro, la barca a vela e gli utensili in rame. Le tavolette d'argilla con i pittogrammi comparvero in questo periodo per registrare transazioni commerciali eseguite nel tempio.
I siti proto-elamici più importanti furono Susa e Anshan. Un altro sito importante era Tepe Siyalk, dove ancora oggi è visibile l'unico ziggurat proto-elamico rimasto sino ai nostri giorni. I testi nella copia proto-elamica non decifrata trovata a Susa sono datati a questo periodo. Si pensa che le popolazioni proto-elamiche rappresentino i diretti antenati degli Elamiti (che parlavano la lingua elamica), a causa delle molte somiglianze culturali (per esempio, la costruzione degli ziggurat), e perché nessuna migrazione su larga scala in quest'area sembra essersi verificata tra il periodo proto-elamico e gli ultimi Elamiti. Ma poiché la loro scrittura deve ancora essere decifrata, questa teoria rimane incerta.
Alcuni antropologi, come John Alden, sostengono che l'influenza proto-elamica crebbe rapidamente alla fine del IV millennio a.C. e declinò altrettanto rapidamente con l'instaurazione del commercio marittimo nel Golfo Persico diversi secoli dopo.
Ceramiche proto-elamiche risalenti alla metà del V millennio a.C. sono state rinvenute a Tepe Siyalk, dove è stata trovata la scrittura proto-elamica, la prima forma di scrittura su tavolette in Iran in quel periodo. Anche i primi sigilli cilindrici provengono dal periodo proto-elamico.

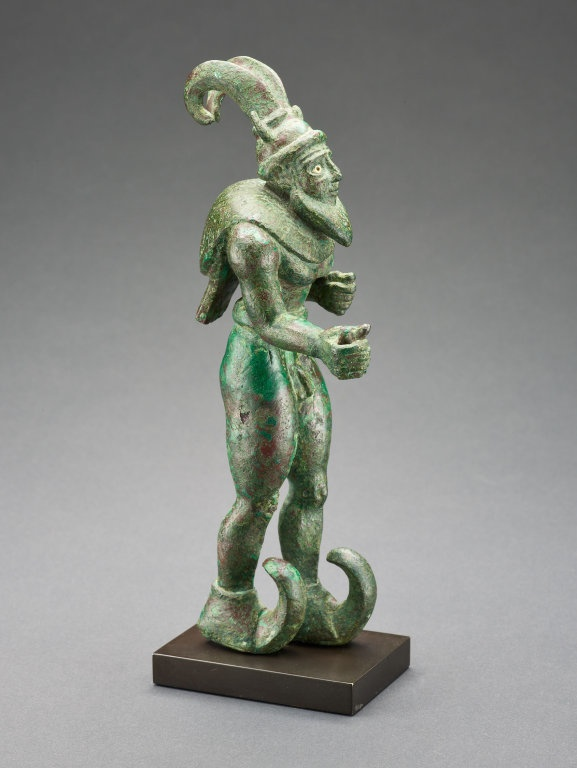
Figura, proto-elamica o mesopotamica (3000-2800 a.C.).
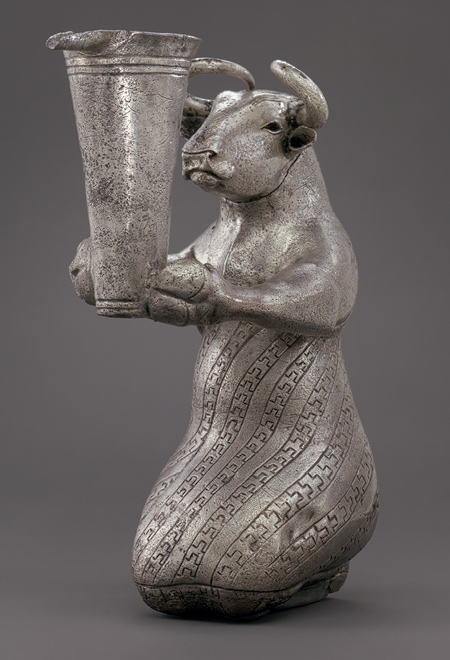
Toro inginocchiato con vaso, periodo proto-elamico (3100-2900 a.C.). Metropolitan Museum of Art
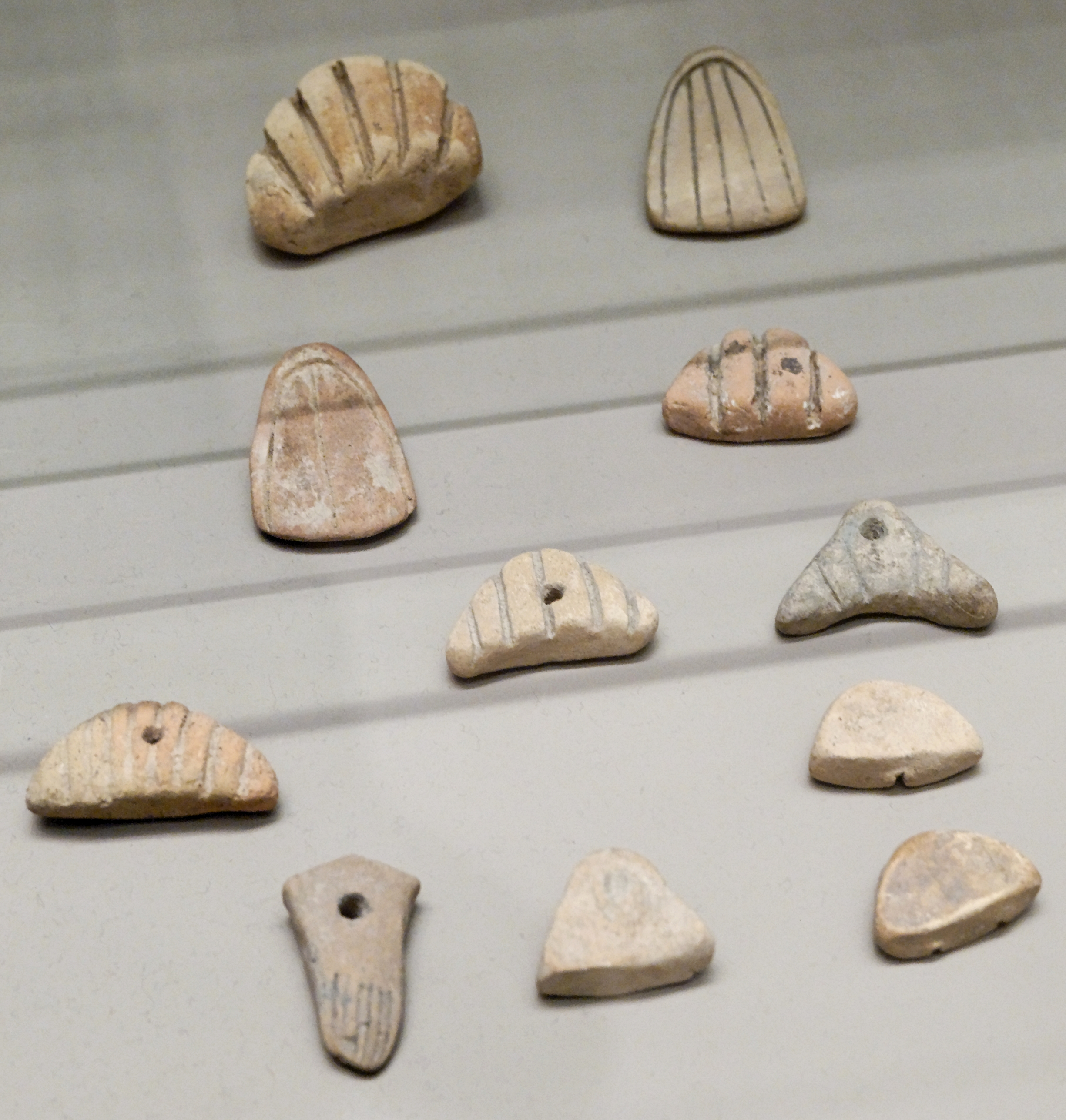
Gettoni in terracotta (calculi) da Susa (periodo di Uruk, 3500 a.C. ca.), conservati al Museo del Louvre (Parigi)
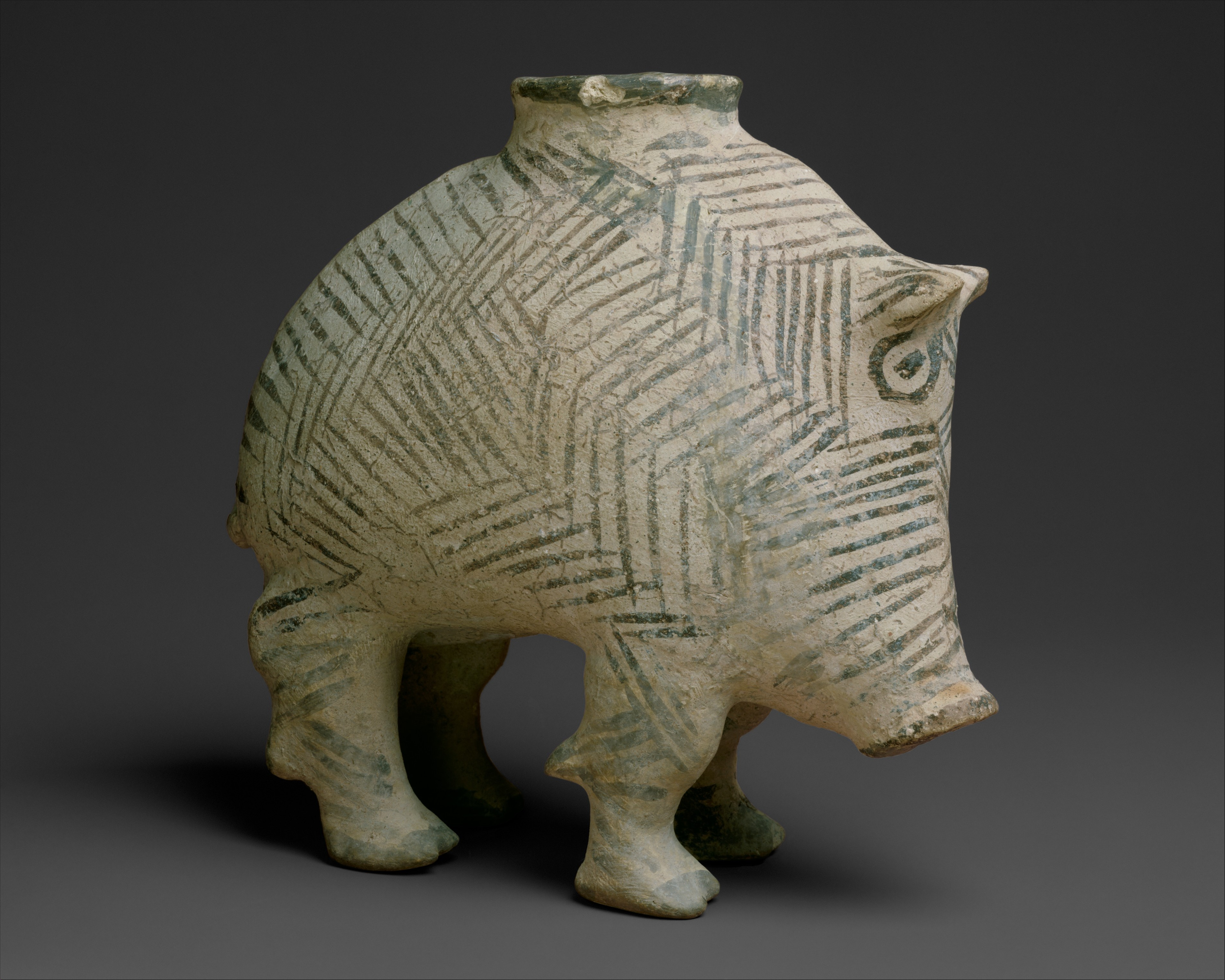
Vaso a forma di cinghiale 3100-2900 a.C.; ceramica dipinta; Iran di sud-ovest; Metropolitan Museum of Art (New York)

## Scrittura proto-elamica

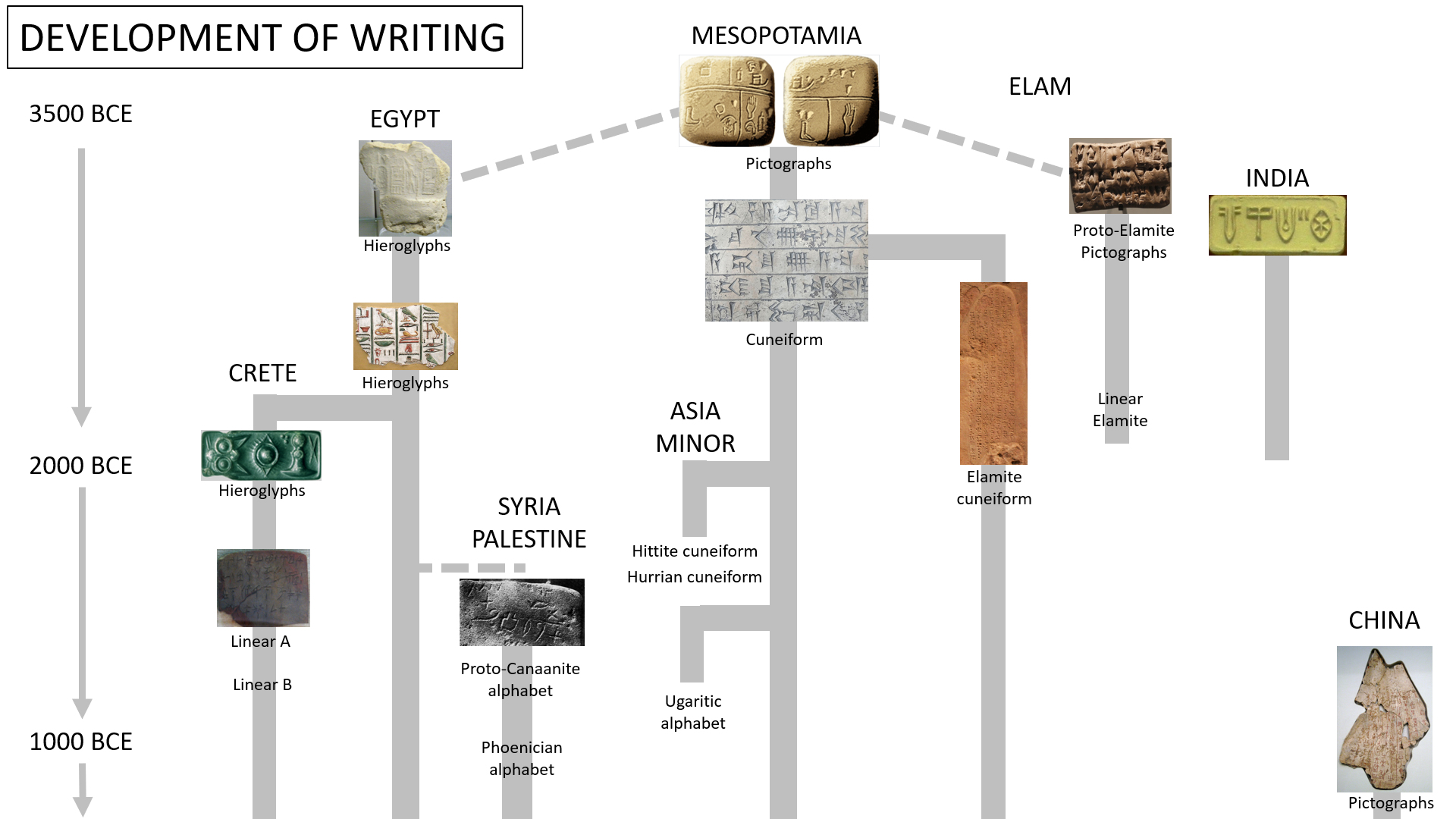
Ricostruzione dello sviluppo della scrittura proto-elamica. Esiste la possibilità che la scrittura egiziana sia stata inventata indipendentemente da quella mesopotamica.

Non è sicuro se la scrittura proto-elamica sia stata la diretta genitrice dell'elamico lineare. Entrambe le scritture rimangono in gran parte indecifrabili, ed è semplice speculazione postulare una relazione tra le due.
Alcuni segni proto-elamici sembrano essere prestiti dalla tavolette proto-cuneiformi (tardo Uruk) della Mesopotamia, o forse più probabilmente, ne condividono l'origine comune. Mentre il proto-cuneiforme è scritto in gerarchie visive, il proto-elamico è scritto in uno stile in linea: i segni numerici seguono gli oggetti che contano; alcuni segni non numerici sono "immagini" degli oggetti che rappresentano, sebbene la maggioranza sia interamente astratta.

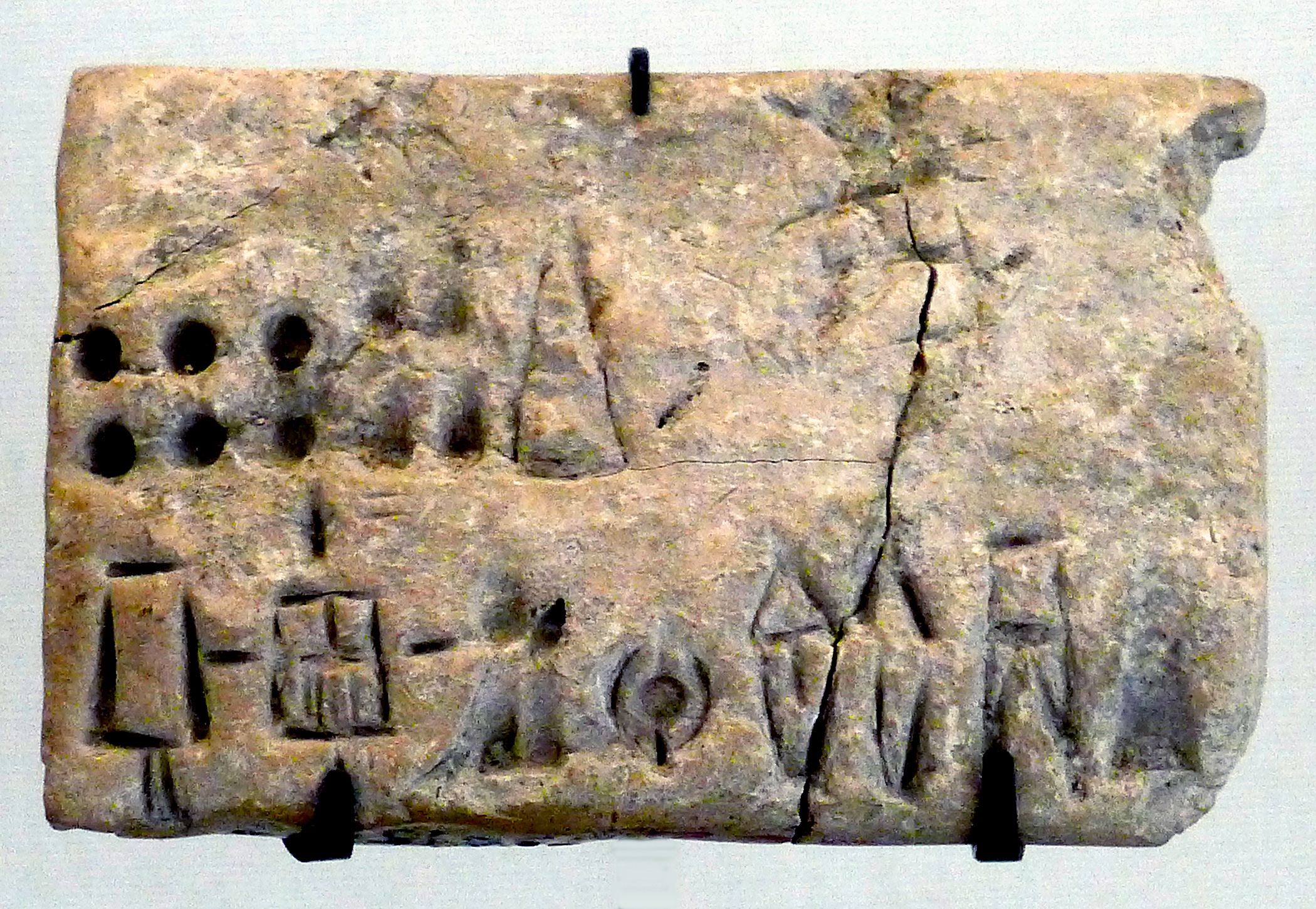
Tavoletta economica proto-elamica, Suse III, museo del Louvre, riferimento Sb 15200, circa 3100-2850 a.C.

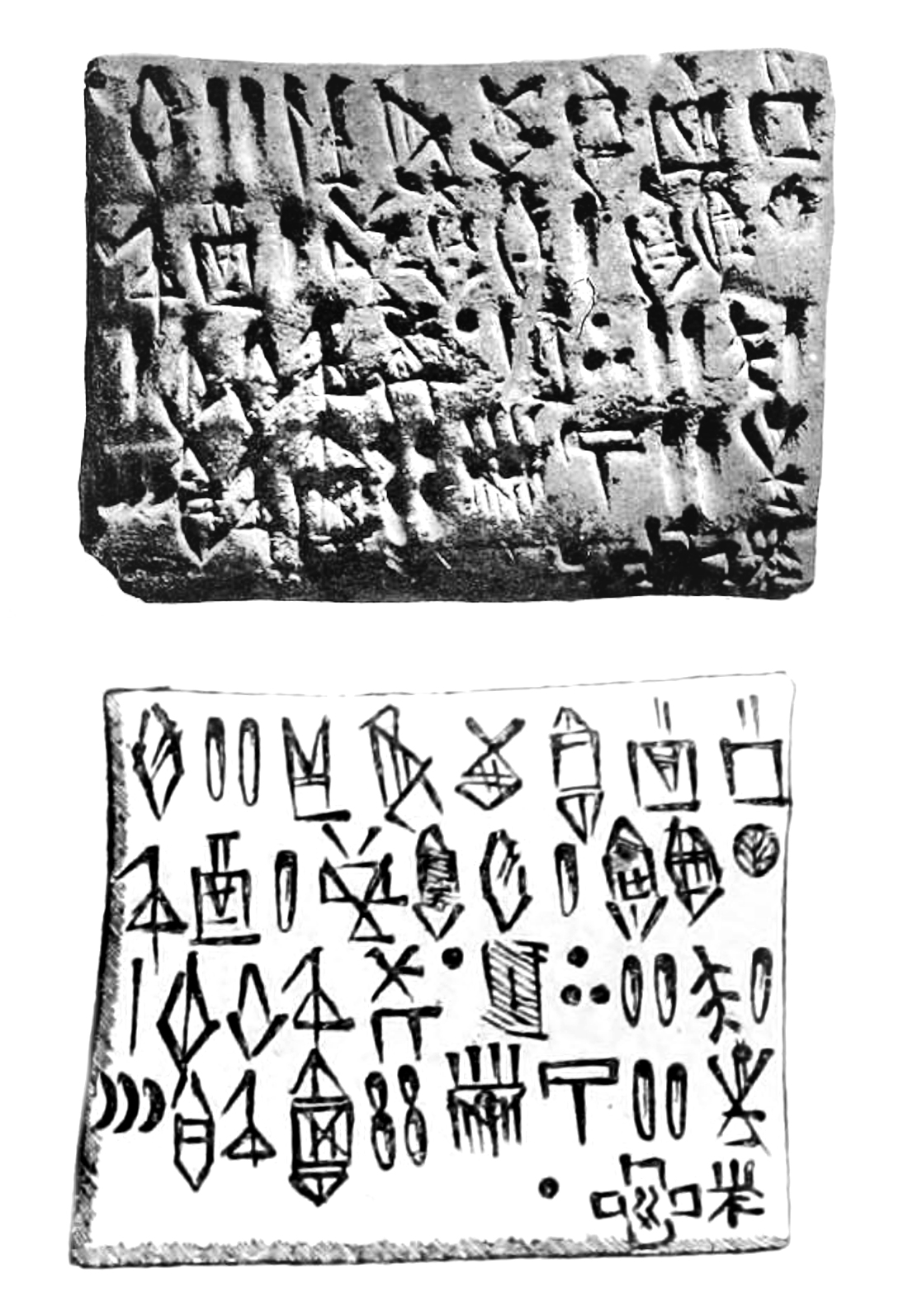
Tavoletta con trascrizioni proto-elamiche

Il proto-elamico venne usato per un breve periodo intorno al 3000 a.C. (Cultura di Gemdet Nasr in Mesopotamia), mentre l'elamico lineare è attestata per un periodo altrettanto breve nell'ultimo quarto del III millennio a.C.
I sostenitori di una relazione con le lingue elamo-dravidiche hanno cercato similitudini tra la scrittura proto-elamica e quella dell'Indo.

### Corpus delle iscrizioni
Il sistema di scrittura proto-elamica era usato su un'area geografica molto ampia, che si estendeva da Susa a ovest, a Tepe Yahya a est e forse oltre. Il noto corpus di iscrizioni consiste in circa 1.600 tavolette, la stragrande maggioranza rinvenute a Susa.
Le tavolette proto-elamiche sono state trovate nei seguenti siti (in ordine di numero recuperate):
- Susa (più di 1.500 tavolette)
- Anshan, o Malyan (più di 30)
- Tepe Yahya (27)
- Tepe Siyalk (22)
- Jiroft (2)
- Ozbaki (1)
- Shahr-i Sokhta (1)

Nessuno degli oggetti inscritti da Ghazir, Chogha Mish o Hisar può essere verificato come proto-elamico; le tavolette di Ghazir e Choga Mish sono in stile Uruk IV o tavolette numeriche, mentre l'oggetto Hissar non può essere classificato al momento. La maggior parte delle tavolette di Tepe Siyalk non sono proto-elamiche, in senso stretto, ma appartengono al periodo di stretto contatto tra Mesopotamia e Iran, presumibilmente corrispondenti a Uruk V - IV.

### Tentativi di decifrazione
Sebbene il proto-elamico rimanga indecifrato, il contenuto di molti testi è noto. Ciò è possibile perché certi segni, e in particolare la maggior parte dei segni numerici, sono simili al sistema di scrittura vicino mesopotamico, proto-cuneiforme. Inoltre, alcuni dei segni proto-elamici sono immagini reali degli oggetti che rappresentano. Tuttavia, la maggior parte dei segni proto-elamici sono completamente astratti e il loro significato può essere decifrato solo attraverso un'attenta analisi grafematica.
Mentre la lingua elamica è stata suggerita come probabile candidata alla base delle iscrizioni proto-elamiche, non vi è alcuna prova positiva di ciò. Le prime iscrizioni proto-elamiche, puramente ideogrammi, non contengono infatti alcuna informazione linguistica, e in seguito allo studio di Friberg del 1978/1979 sulla metrologia del vicino Oriente antico, i tentativi di decifrazione si sono allontanati dai metodi linguistici.
Nel 2012, Jacob Dahl della Facoltà di studi orientali, dell'Università di Oxford, ha annunciato un progetto per realizzare immagini di alta qualità di tavolette di argilla proto-elamiche e pubblicarle online. La sua speranza è che lo sforzo di decifrazione da parte di accademici e dilettanti che lavorano insieme sia in grado di far comprendere la scrittura, nonostante la presenza di errori e la mancanza di indizi fonetici. Dahl ha aiutato a realizzare le immagini di quasi 1.600 tavolette proto-elamiche online.

## Sigilli cilindrici proto-elamici
I sigilli proto-elamici seguirono quelli del periodo di Uruk, con i quali condividono molti elementi stilistici, ma mostrano più individualità e una rappresentazione più vivace.

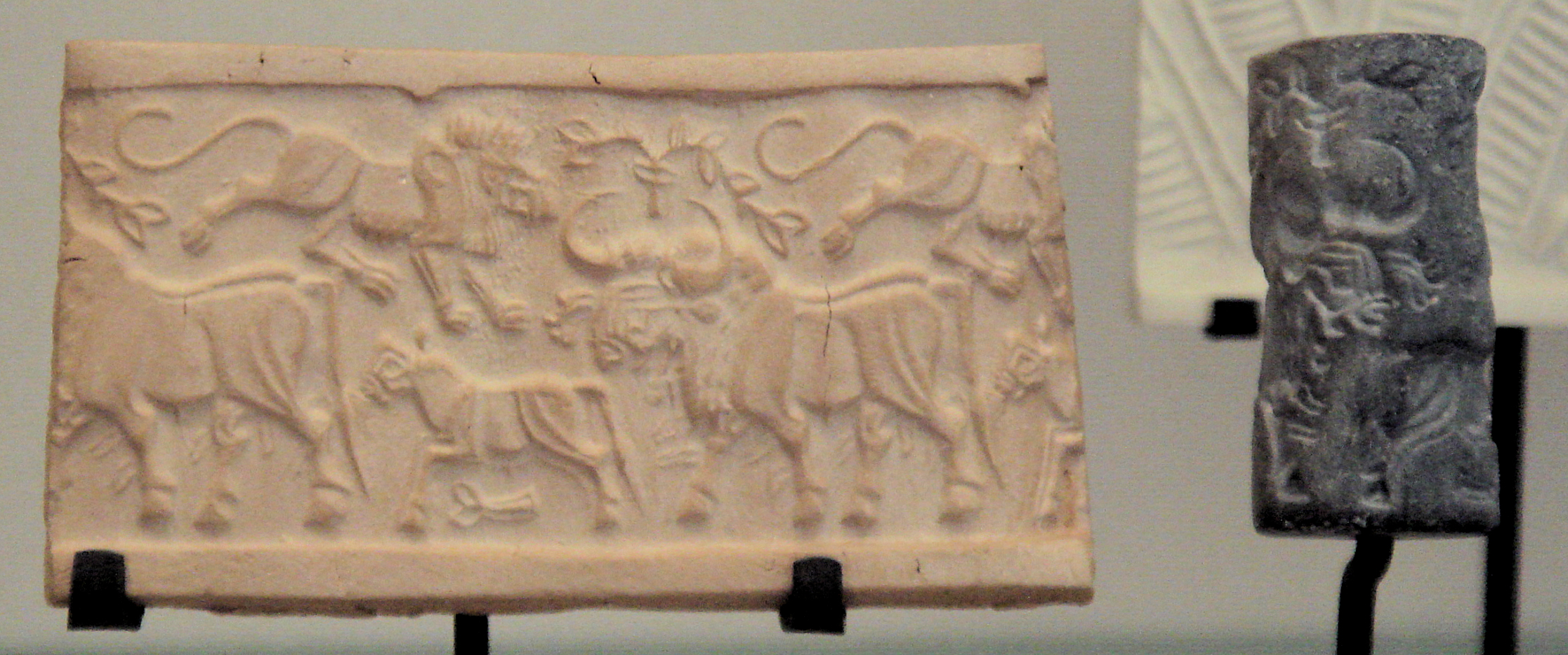
Susa III/ sigillo cilindrico proto-elamico, 3150-2800 a.C. museo del Louvre, riferimento Sb 1484
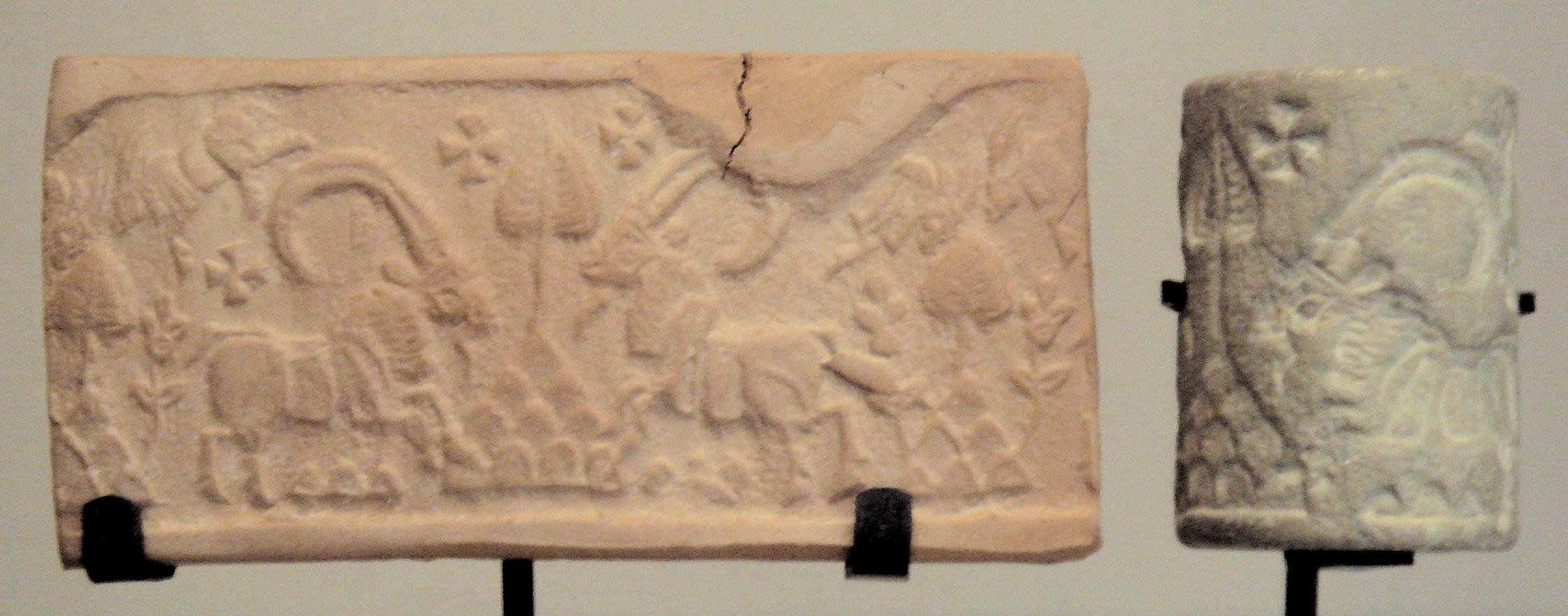
Susa III/ sigillo cilindrico proto-elamico, 3150-2800 a.C. Louvre Sb 2675
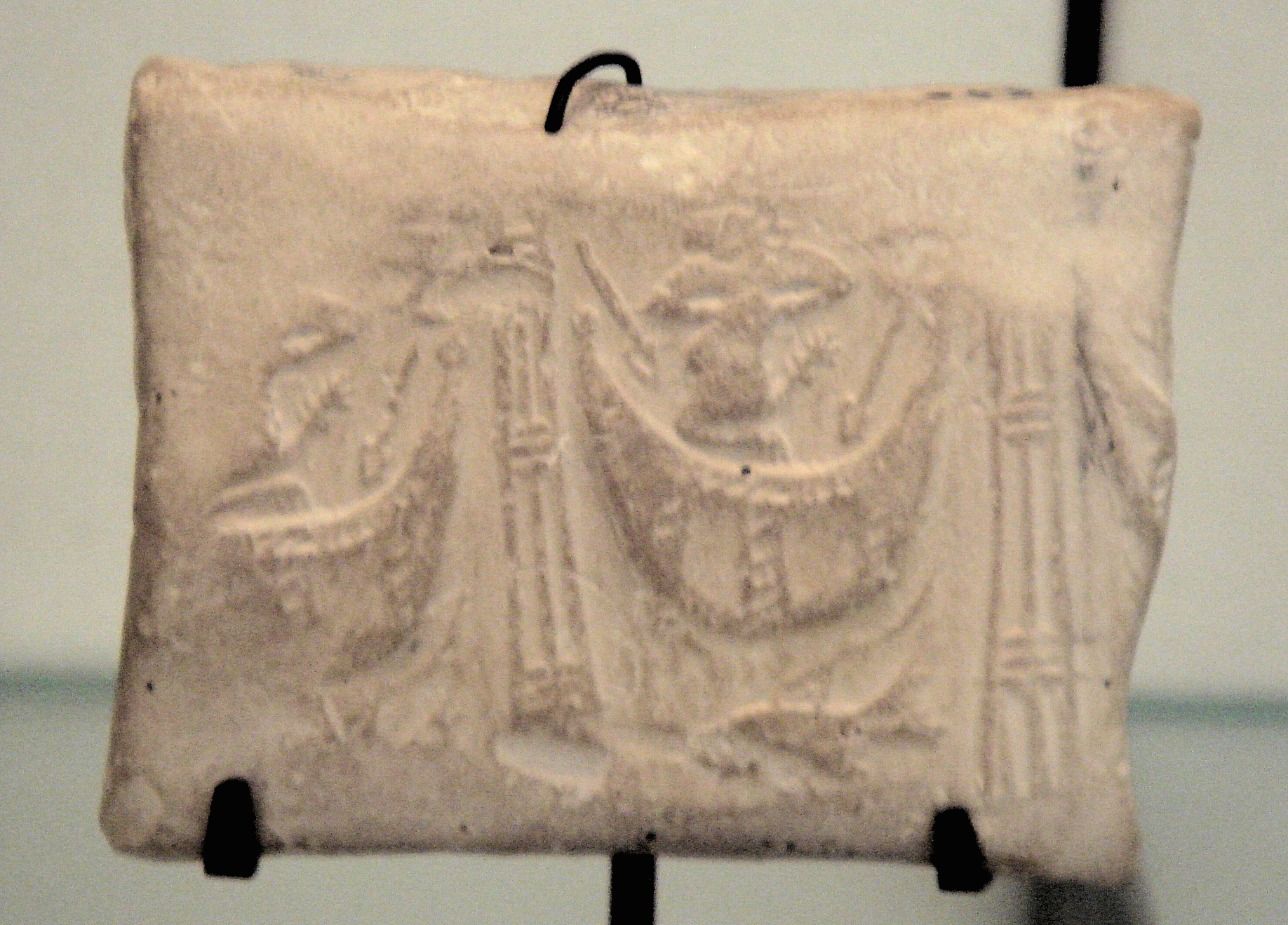
Susa III/sigillo cilindrico proto-elamico, 3150-2800 a.C. Essere mitologico su una barca Louvre Sb 6379